# Vladušići
Vladušići (cyr. Владушићи) – wieś w Bośni i Hercegowinie, w Republice Serbskiej, w mieście Trebinje. W 2013 roku liczyła 4 mieszkańców.